# Concerto cho piano số 13 (Mozart)
Concerto cho piano số 13 cung Đô trưởng, K. 415 (387b) là bản concerto của nhà soạn nhạc người Áo Wolfgang Amadeus Mozart. Ông viết tác phẩm này tại thành phố Viên trong các năm 1782-1783. Tác phẩm gồm 3 chương:
- Allegro, cung Đô trưởng
- Andante, cung Fa trưởng
- Allegro, cung Đô trưởng

Nét nhạc mở đầu của bản concerto này được Mozart gợi lại trong nhiều bản concerto cho piano sau của ông. Có thể kể đế đó là các bản số 16, số 17, số 18 và số 19.